# 大果榕

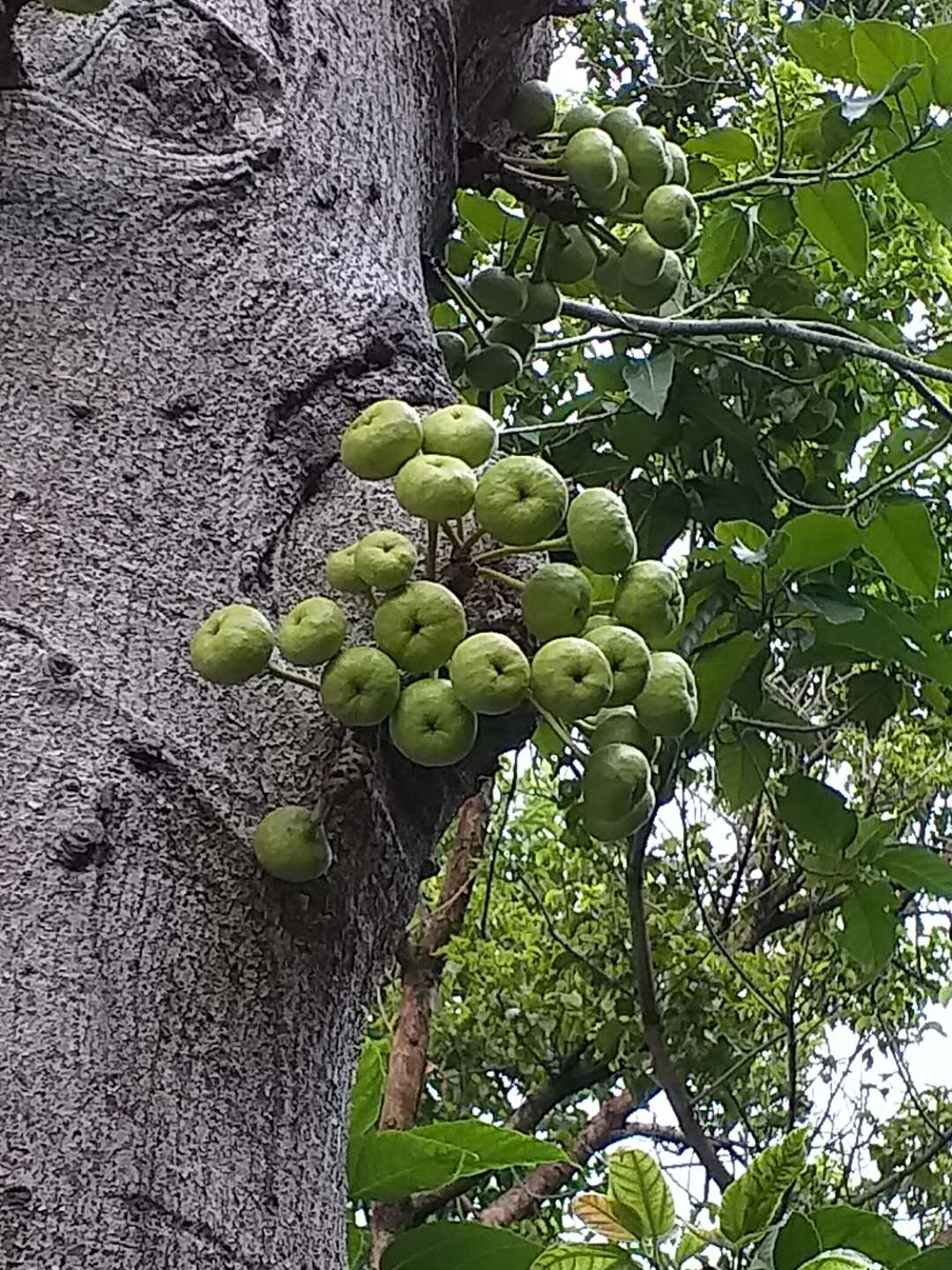
大果榕生長在樹幹上的隱花果。國立自然科學博館植物園，台中，台灣。

大果榕（学名：Ficus auriculata）为桑科榕属的植物。分布于越南、巴基斯坦、印度以及中国大陆的四川、海南、广西、贵州、云南等地，生长于海拔130米至2,100米的地区，多生长在低山沟谷潮湿雨林中，目前尚未由人工引种栽培。
大果榕葉片寬大有如小象耳朵，因而又名象耳榕。新葉暗紅色。花果一體的隱花果簇生于樹幹或老莖上。果實成熟後的紅色果肉可食用。

## 别名
馒头果（海南）、大无花果（贵州）、波罗果（四川盐边）、大木瓜（云南屏边）、蜜枇杷（河口）、大石榴（禄劝）